# Yves Kunkel
Yves Kunkel (Völklingen, 13 de mayo de 1994) es un jugador de balonmano alemán que juega de extremo izquierdo en el TV Homburg 1878. Es internacional con la selección de balonmano de Alemania.
Con la selección debutó el 14 de junio de 2015 contra la selección de balonmano de Austria. Con la selección disputó además los dos encuentros amistosos frente a la selección de balonmano de España en la Conmemoración de los 100 años de balonmano en Alemania.

## Clubes
- HG Saarlouis (2012-2013)
- GWD Minden (2013-2015)
- HBW Balingen-Weilstetten (2015-2017)
- SC DHFK Leipzig (2017-2018)
- MT Melsungen (2018-2022)
- TV Homburg 1878 (2022- )